# Låsby
Låsby is een plaats in de Deense regio Midden-Jutland, gemeente Skanderborg. De plaats telt 1763 inwoners (2008).